# طن تبريد

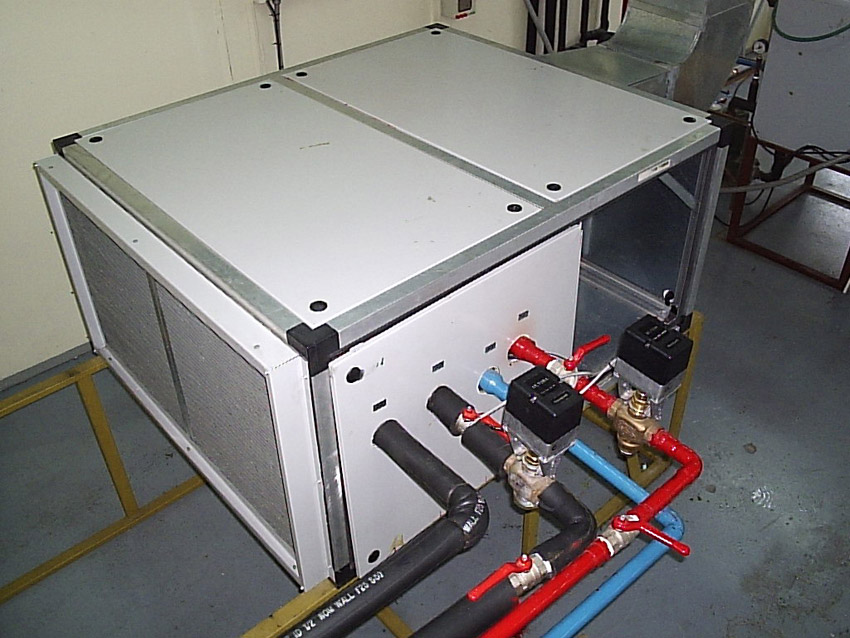

طن تبريد (يرمز لها بالرمز TR) وحدة طاقة مستخدمة في بعض البلدان (خاصة في أمريكا الشمالية) لوصف السعة الحرارية لمعدات التبريد وتكييف الهواء. يتم تعريفه على أنه معدل انتقال الحرارة الذي ينتج عنه تجميد أو ذوبان 1 طن أمريكي (2000 رطل ، 907 كجم) من الثلج النقي عند 0 درجة مئوية (32 درجة فهرنهايت) في 24 ساعة.
طن التبريد يعادل ما يقرب من 12000 وحدة حرارية بريطانية / ساعة أو 3.5 كيلو واط. غالبًا ما تُحدد سعة أجهزة تكييف الهواء والتبريد في الولايات المتحدة «بالأطنان» (للتبريد). تحدد العديد من الشركات المصنعة أيضًا السعة بوحدة BTU / h ، خاصة عند تحديد أداء المعدات الأصغر.